# Véronique Fischer
Pour les articles homonymes, voir Fischer.
Véronique Fischer (née le 3 mai 1975 à Suresnes) est une mathématicienne française. 
Fischer a obtenu son doctorat en 2004 à l'université Paris-Sud à Orsay sous la direction de Noël Lohoué avec une thèse intitulée Etude de deux classes de groupes nilpotents de pas deux. En tant que boursière postdoctorale, elle a travaillé à l'université de Göteborg, à la Scuola Normale Superiore de Pise, à l'université de Neuchâtel et au King's College de Londres (2010/11 en tant que Grace Chisholm Young Fellow). En 2015, elle est devenue maître de conférences à l'université de Bath. 
Elle traite de l'analyse harmonique et de la géométrie des groupes de Lie et de leur théorie de représentation, des opérateurs pseudo-différentiels et des équations aux dérivées partielles, de la géométrie sous-riemannienne et de l'analyse géométrique. 
En 2014, elle et Michael Ruzhansky ont reçu le prix Ferran Sunyer i Balaguer pour leur livre Quantization of Nilpotent Lie Groups. 

## Publications
- avec M. Ruzhansky: Quantization of nilpotent Lie groups, Birkhäuser 2016
- avec M. Ruzhansky: A pseudo-differential calculus on the Heisenberg group. Comptes Rendus Mathématiques, volume 352, 2014, p. 197-204.
- Intrinsic pseudo-differential calculus on compact Lie groups, Journal of Functional Analysis, Volume 268, 2015, pp. 3404-3477.